# Axel Pedersen Brahe
Axel Pedersen Brahe (død 1487) til Krogholm og Tostrup.
Han var søn af Peder Axelsen Brahe og Berete Bondesdatter Thott. Han blev gift med Maren Thygesdatter Lunge og far til blandt andre Thyge Axelsen Brahe og Axel Axelsen Brahe.
Omkring 1440 købte han Tostrup af Jens Grim, som var en af dronning Margrete 1.'s betroede.
Han er begravet i Klosterkirken i Ystad.